# Swietłana Wasilenko
Swietłana Wasilenko (ros. Светлана Василенко, ur. 24 stycznia 1956 w Kapustin Jar) – rosyjska pisarka.

## Życiorys
Córka oficera Armii Radzieckiej. Urodziła się w mieście Kapustin Jar w obwodzie astrachańskim, gdzie stacjonował jej ojciec. Miasta tego nie umieszczano go na mapach i nie miało własnej nazwy (poza kryptonimem Moskwa 400) gdyż w pobliżu znajdowała się baza z radzieckimi głowicami jądrowymi. 
Po ukończeniu szkoły średniej próbowała bez powodzenia zdawać na studia z zakresu psychologii. Przeniosła się do Moskwy, gdzie początkowo pracowała jako listonoszka, a następnie rozpoczęła studia w Instytucie Literackim im. M.Gorkiego, kończąc także w 1989 kurs dla scenarzystów. 
Zadebiutowała opowiadaniem Za Sajgakami, opublikowanym w 1982, w magazynie „Literaturnaja uczoba” (Литературная учёба). Pod koniec lat 80. znalazła się w grupie „Nowe Amazonki”, grupującej pisarki, które publikowały zbiory kobiecej poezji i prozy.
Jest laureatką Nagrody im. Siergieja Eisensteina. W 1991 otrzymała w Pradze nagrodę dla najlepszej książki europejskiej za powieść Zwonkoje imja. Nagrodą czasopisma „Nowyj Mir” za najlepszą powieść wyróżniono kolejne dzieło pisarki – Głuptaskę (Дурочка). Książka ta ukazała się w Polsce, nakładem Wydawnictwa Czarne, w tłumaczeniu Jerzego Czecha. Książka ta znalazła się na liście siedmiu książek nominowanych do Literackiej Narody Europy Środkowo-Wschodniej Angelus.
Od 1996 pełni funkcję pierwszego sekretarza Związku Pisarzy Rosyjskich. Jest członkinią rosyjskiego PEN-Clubu.